# Victoria Bergsman
Lena Victoria Bergsman född 4 maj 1977 är en svensk artist och låtskrivare. Hon var sångare i det svenska indiepopbandet The Concretes mellan 1995 och 2006. 2006 medverkade hon i Peter Bjorn and Johns låt Young Folks, som blev en stor hit i bland annat Sverige och Storbritannien. Bergsman inledde också samtidigt sitt eget soloprojekt under namnet Taken by Trees, vars debutalbum släpptes den 18 juli 2007.
The Animal Fives låt "Victoria" handlar om Victoria Bergsman.
2006 släpptes en musikvideo med New Orders sång Temptation där Victoria Bergsman spelar huvudrollen.